# Lucas Hernandez
Lucas François Bernard Hernandez ili kraće Lucas (Marseille, Francuska, 14. veljače 1996.) je francuski nogometaš i nacionalni reprezentativac. Trenutno igra za Paris Saint-Germain, dok je s Francuskom osvojio naslov svjetskog prvaka 2018. Iste godine je na klupskoj razini s madridskim Atléticom osvojio europsku ligu i Superkup.
Hernandez je španjolskog podrijetla dok je njegov otac Jean-François također bio nogometaš te je igrao za Atlético Madrid kao i sin. Lucas ima mlađeg brata Thea (također nogometaša) koji je isto tako igrao za madridski klub dok s Lucasom dijeli istu poziciju na terenu, odnosno, lijevog beka.

## Karijera

### Klupska karijera
Lucas je rođen 1996. godine u Marseilleu dok je njegov otac igrao za tamošnji Olympique ali se u dobi od četiri godine preselio s obitelji u Španjolsku (zbog toga govori francuski jezik s blagim španjolskim naglaskom). Ondje je počeo igrati nogomet u mladim sastavima Rayo Majadahonde i Atlético Madrida. Kao juniora, trener Diego Simeone uveo ga je u širi sastav za prvenstvenu utakmicu protiv Villarreala (iako ga nije koristio).
Kao senior, karijeru je započeo u Atléticovoj B momčadi dok mu je u sezoni 2015./16. produžen ugovor. Iste sezone, Lucas je igrao u finalu Lige prvaka protiv gradskog suparnika Reala. Sljedeće godine trener Simeone počeo ga je češće koristiti te je te sezone odigrao 22 utakmice (od čega njih 20 u prvom sastavu). Tijekom sezone 2017./18. postao je Atléticov ključni igrač te je s klubom osvojio europsku ligu odigravši cijelu finalnu utakmicu. Svoj drugi europski trofej osvojio je iste godine. Riječ je o europskom Superkupu u kojem se Atlético uspio revanširati Realu za izgubljenu Ligu prvaka od prije dvije godine.
27. ožujka 2019. klub je potvrdio da Hernandez želi na ljeto napustiti klub odbivši pritom produženje ugovora. Naime, igrač je odabrao Bayern München koji je odlučio aktivirati ugovornu klauzulu o otkupu ugovora za 80 milijuna eura. Dan kasnije Lucas je podvrgnut operaciji desnog koljena jer su Bayernovi klupski liječnici otkrili na njemu oštećenje medijalnog kolateralnog ligamenta. Sama operacija značila je otpis Lucasa do kraja sezone.
Dovođenjem Hernandeza, Bayern je stvorio novi transferni rekord (80 milijuna eura) te je s igračem potpisao petogodišnji ugovor. Svoj debi za novi klub ostvario je 10. kolovoza u susretu prvog kola kupa protiv Energie Cottbusa.

### Reprezentativna karijera
Lucas je prije seniora nastupao za sve mlade francuske reprezentacije dok je na europskom U19 prvenstvu 2015. uvršten u najbolju momčad turnira. U ožujku 2018. izbornik Didier Deschamps poziva ga na prijateljske susrete protiv Kolumbije i Rusije. U konačnici je debitirao u utakmici protiv Rusa gdje je ušao u igru zamijenivši imenjaka Dignea.
Deschamps u konačnici uvodi Hernandeza na konačni roster reprezentativaca za predstojeće Svjetsko prvenstvo 2018. na kojem je Francuska stigla do svojeg drugog naslova prvaka. Na putu do svjetskog trona Hernandez je bio neizostavna karika te je odigrao svih sedam utakmica turnira.

## Osvojeni trofeji

### Klupski trofeji
| Klub            | Trofej          | Sezona / godina |
| Španjolska      | Španjolska      | Španjolska      |
| --------------- | --------------- | --------------- |
| Atlético Madrid | Europska liga   | 2017./18.       |
| Atlético Madrid | Superkup Europe | 2018.           |

### Reprezentativni trofeji
| Turnir      | Trofej | Godina |
| ----------- | ------ | ------ |
| SP u Rusiji | Zlato  | 2018.  |

### Ordeni
Chevalier of the Légion d'honneur: 2018.

## Vanjske poveznice
- Profil igrača  Arhivirana inačica izvorne stranice od 18. travnja 2019. (Wayback Machine) na web stranicama Francuskog nogometnog saveza
- Profil igrača na Transfermarkt.com